# 北哈施泰特
北哈施泰特（德語：Nordhastedt）是德国石勒苏益格－荷尔斯泰因州的一个市镇。总面积26.56平方公里，总人口2754人，其中男性1402人，女性1352人（2011年12月31日），人口密度104人/平方公里。